# フスト・ゴンサレス
フスト・ゴンサレス（Justo González、1937年 ハバナ - ）は、メソジストの歴史学者であり、多作な著作家。キューバ系アメリカ人。ヒスパニック神学（ラティノ神学）の発展およびその教育に、多大な貢献をした。
1957年までキューバでメソジスト教会の牧師を務めたが、その後渡米。歴史神学でイェール大学史上最年少でPh.D.の学位を取得し、米国で神学を講じた。プエルトリコ福音主義神学校（Evangelical Seminary of Puerto Rico）でも教鞭を執ったことがある。世界教会協議会の信仰職制委員会の委員も務めた。